# Uwe Harttgen
Uwe Harttgen (* 6. Juli 1964 in Bremen) ist ein ehemaliger deutscher Fußballspieler, Funktionär und Sportpsychologe. Er spielte hauptsächlich bei Werder Bremen, anfangs im offensiven Mittelfeld und gegen Ende seiner Karriere auch als Libero.

## Karriere

### Als Spieler
Harttgen begann seine Karriere als Fußballer im Erwachsenenbereich, ungewöhnlich für einen späteren Profi, in der Kreisklasse B, wo er als Freizeitsportler mit Freunden spielte. Die erste halbprofessionelle Station war dann der damalige Oberligist FC Mahndorf, wo er 23-jährig vom SV Werder für die zweite Mannschaft entdeckt wurde, der einen älteren Führungsspieler suchte. Zwei Jahre später, während der Spielzeit 1989/90, wurde Harttgen von den Bremern erstmals in der Bundesliga eingesetzt. Harttgen konnte sich in der zweiten Saisonhälfte in die Stammelf kämpfen. In der großen Zeit der Bremer Anfang der 1990er Jahre blieb er Stammspieler, in der Saison 1993/94 konnte er jedoch gesundheitsbedingt nur noch ein einziges Spiel in der Bundesliga absolvieren. Harttgen wechselte 1994 zu Hannover 96 in die 2. Bundesliga, für diesen Verein kam er in zwei Jahren zu 37 Einsätzen und erzielte 4 Tore. Während der Saison 1995/96 ging er zurück zum SV Werder, wo er hauptsächlich in der zweiten Mannschaft spielte. 1997/98 kam er noch einmal zu fünf Bundesligaeinsätzen. Insgesamt kam er in der ersten Liga auf 82 Spiele und 15 Tore.

### Als Psychologe und Funktionär
Harttgen war zunächst als Diplom-Psychologe im Nachwuchs-Leistungszentrum des SV Werder Bremen beschäftigt, bevor er im Sommer 2007 den Nachwuchsmanager des Vereins, Wolf Werner, ablöste. Am 5. Juli 2007 wurde Harttgen auch Werners Nachfolger im Regionalliga-Ausschuss als Vertreter für die zweiten Mannschaften der Bundesligisten.
Am 14. November 2012 gab die DFL bekannt, dass Harttgen auch dort zum 1. Januar 2013 das Amt des Vorsitzenden der Kommission Leistungszentren übernehmen und somit die Nachfolge von Andreas Rettig antreten werde.
Am 8. Mai 2013 gab Werder die einvernehmliche Trennung von Harttgen wegen unterschiedlicher Auffassungen in Bezug auf die zukünftige Nachwuchsförderung bekannt.
Am 9. Januar 2014 gab Regionalligist Rot-Weiss Essen die Verpflichtung von Uwe Harttgen als neuen Sportvorstand ab dem 1. Februar 2014 bekannt. Am 24. März 2015 wurde Harttgen jedoch fristlos entlassen, nachdem er entgegen den Anweisungen des Aufsichtsrates den Vertrag mit Trainer Marc Fascher verlängert haben soll.

## Sonstiges
Im Jahr 2010 promovierte Harttgen an der Universität Bremen im Fach Psychologie zum Thema Psychologische Aspekte der Entwicklung jugendlicher Leistungsfußballer.

## Erfolge
- Deutscher Meister: 1993
- Europapokal-der-Pokalsieger: 1992
- DFB-Pokal: 1991, 1994
- DFL-Supercup: 1988, 1993, 1994
- Bremer Sportler des Jahres: 1990